# (2267) Agassiz
(2267) Agassiz (1977 RF) – planetoida z pasa głównego asteroid okrążająca Słońce w ciągu 3,31 lat w średniej odległości 2,22 au Odkryta 9 września 1977 roku.